# Campeonato Femenino Sub-16 de la AFC de 2017
El Campeonato Femenino Sub-16 de la AFC 2017 fue la séptima edición de dicho torneo. Después de una fase clasificatoria participan ocho equipos de la AFC. El torneo se disputa en Tailandia entre el 10 y el 23 de septiembre de 2017.
Los tres mejores equipos del torneo se clasificarán para la Copa Mundial Femenina de Fútbol Sub-17 de 2018 que se desarrollará en Uruguay y serán los representantes de la AFC. 

## Sistema de competición
El sorteo clasificatorio de la primera fase se realizó el 19 de mayo de 2016 en Kuala Lumpur, Malasia, que es la sede de la AFC. Los 24 equipos que participarán de la etapa clasificatoria fueron divididos en cuatro grupos de seis.
En este campeonato participaron 27 selecciones femeninas de fútbol.
Este campeonato consta de una fase clasificatoria y una fase final.
La fase clasificatoria se efectuó entre el 25 de agosto y el 5 de septiembre de 2016.
Cuatro equipos clasificaron automáticamente para la fase final. Corea del Norte, Japón, China y Tailandia por ser el país anfitrión tenía asegurada su participación en la fase final, sin embargo, decidió participar en la fase de clasificación.

## Formato
En la fase clasificatoria los equipos jugaron entre sí una vez en un lugar centralizado. Los cuatro ganadores del grupo clasificatorio avanzaron a la fase final. Debido a que Tailandia ganó su grupo, el subcampeón de su grupo, también se clasificó para el torneo final.
En la fase final los ocho equipos participantes de dividen en dos grupos de cuatro equipos cada uno en un sistema de todos contra todos a una sola rueda, clasificándose a semifinales los dos primeros de cada grupo.

## Fase de grupos

### Grupo A
| Selección     | Pts. | PJ | PG | PE | PP | GF | GC | Dif. |
| ------------- | ---- | -- | -- | -- | -- | -- | -- | ---- |
| China         | 7    | 3  | 2  | 1  | 0  | 15 | 3  | +12  |
| Corea del Sur | 7    | 3  | 2  | 1  | 0  | 12 | 2  | +10  |
| Tailandia     | 3    | 3  | 1  | 0  | 2  | 4  | 9  | −5   |
| Laos          | 0    | 3  | 0  | 0  | 3  | 0  | 17 | −17  |

| 10 de septiembre de 2017, 17:00 | China                             | 2:2 (1:0) | Corea del Sur                     | Instituto de Educación Física Chonburi, Chonburi   |                                                    |
|                                 | Zhang Linyan 11' · Tang Han 90+3' | Reporte   | 59' Hwang Ahhyeon · 68' Kim Bitna | Asistencia: 95 espectadores Árbitra: Kajima Fusako | Asistencia: 95 espectadores Árbitra: Kajima Fusako |

| 10 de septiembre de 2017, 19:00 | Tailandia                       | 3:0 (2:0) | Laos | Estadio Chonburi, Chonburi                          |                                                     |
|                                 | Pluemjai 26' 67' · Panittha 45' | Reporte   |      | Asistencia: 185 espectadores Árbitra: Casey Reibelt | Asistencia: 185 espectadores Árbitra: Casey Reibelt |

| 13 de septiembre de 2017, 17:00 | Laos | 0:7 (0:3) | China                                                                                                   | Instituto de Educación Física Chonburi, Chonburi   |                                                    |
|                                 |      | Reporte   | 3' Han Huimin · 30' Li Yinghua · 45+1' Jin Jing · 57' Tang Han · 62' 78' Zhang Linyan · 89' Wang Yumeng | Asistencia: 65 espectadores Árbitra: Casey Reibelt | Asistencia: 65 espectadores Árbitra: Casey Reibelt |

| 13 de septiembre de 2017, 19:00 | Corea del Sur                                       | 3:0 (0:0) | Tailandia | Estadio Chonburi, Chonburi                          |                                                     |
|                                 | An Se-bin 58' · Chang Eun-hyun 62' · Cho Mi-jin 88' | Reporte   |           | Asistencia: 248 espectadores Árbitra: Kajima Fusako | Asistencia: 248 espectadores Árbitra: Kajima Fusako |

| 16 de septiembre de 2017, 18:00 | Tailandia       | 1:6 (0:3) | China                                                                                    | Estadio Chonburi, Chonburi                          |                                                     |
|                                 | Ploychompoo 49' | Reporte   | 6' Ou Yiyao · 30' (a.g.) Wararat · 36' Yang Quian · 56' 69' Tang Hang · 57' Zhang Linyan | Asistencia: 250 espectadores Árbitra: Kajima Fusako | Asistencia: 250 espectadores Árbitra: Kajima Fusako |

| 16 de septiembre de 2017, 18:00 | Corea del Sur                                                   | 7:0 (3:0) | Laos | Instituto de Educación Física Chonburi, Chonburi   |                                                    |
|                                 | Ko Min-jung 7' 37' 85' · Cho Mi-jin 30' 88' 89' · Lee Su-in 80' | Reporte   |      | Asistencia: 45 espectadores Árbitra: Casey Reibelt | Asistencia: 45 espectadores Árbitra: Casey Reibelt |

### Grupo B
| Selección       | Pts. | PJ | PG | PE | PP | GF | GC | Dif. |
| --------------- | ---- | -- | -- | -- | -- | -- | -- | ---- |
| Japón           | 9    | 3  | 3  | 0  | 0  | 10 | 1  | +9   |
| Corea del Norte | 6    | 3  | 2  | 0  | 1  | 17 | 2  | +15  |
| Australia       | 3    | 3  | 1  | 0  | 2  | 3  | 14 | −11  |
| Bangladés       | 0    | 3  | 0  | 0  | 3  | 2  | 15 | −13  |

| 11 de septiembre de 2017, 17:00 | Corea del Norte                                                                            | 9:0 (4:0) | Bangladés | Estadio Chonburi, Chonburi                           |                                                      |
|                                 | Kim Kyong-yong 5' 8' 50' 57' 86' · Ri Su-gyong 30' 90+1' · Kim Yun-ok 33' · Ji Hwa Yun 52' | Reporte   |           | Asistencia: 50 espectadores Árbitra: Pansa Chaisanit | Asistencia: 50 espectadores Árbitra: Pansa Chaisanit |

| 11 de septiembre de 2017, 19:00 | Japón                                                   | 5:0 (1:0) | Australia | Instituto de Educación Física Chonburi, Chonburi     |                                                      |
|                                 | Osawa 5' · Tomioka 48' · Tanaka 54' 71' · Kinoshita 84' | Reporte   |           | Asistencia: 152 espectadores Árbitra: Oh Hyeon-jeong | Asistencia: 152 espectadores Árbitra: Oh Hyeon-jeong |

| 14 de septiembre de 2017, 17:00 | Bangladés | 0:3 (0:3) | Japón                                 | Instituto de Educación Física Chonburi, Chonburi     |                                                      |
|                                 |           | Reporte   | 13' Tanaka · 31' Nakae · 39' Yamamoto | Asistencia: 106 espectadores Árbitra: Mahsa Ghorbani | Asistencia: 106 espectadores Árbitra: Mahsa Ghorbani |

| 14 de septiembre de 2017, 19:00 | Australia | 0:7 (0:3) | Corea del Norte                                                                                       | Estadio Chonburi, Chonburi                         |                                                    |
|                                 |           | Reporte   | 5' 39' Kim Kyong-yong · 21' Pak Hye-gyong · 78' Ko Kyong-hui · 86' 90+2' Ri Su-gyong · 88' Yun Ji-hwa | Asistencia: 75 espectadores Árbitra: Cong Thi Dung | Asistencia: 75 espectadores Árbitra: Cong Thi Dung |

| 17 de septiembre de 2017, 18:00 | Corea del Norte    | 1:2 (1:0) | Japón                       | Estadio Chonburi, Chonburi                             |                                                        |
|                                 | Kim Kyong-yong 18' | Reporte   | 76' Kinosita · 86' Yamamoto | Asistencia: 105 espectadores Árbitra: Edita Mirabidova | Asistencia: 105 espectadores Árbitra: Edita Mirabidova |

| 17 de septiembre de 2017, 18:00 | Australia                                  | 3:2 (1:1) | Bangladés                            | Instituto de Educación Física Chonburi, Chonburi     |                                                      |
|                                 | Hughes 9' · Cooney-Cross 78' · Sakalis 83' | Reporte   | 45' (pen.) Shamsunnahar · 51' Monika | Asistencia: 157 espectadores Árbitra: Oh Hyeon-jeong | Asistencia: 157 espectadores Árbitra: Oh Hyeon-jeong |

## Fase de eliminación
|  | Semifinales        | Semifinales |               |                 | Final         | Final         |  |
|  |                    |             |               |                 |               |               |  |
|  |                    |             |               |                 |               |               |  |
|  | China              | 0           |               |                 |               |               |  |
|  | China              | 0           |               |                 |               |               |  |
|  | Corea del Norte    | 1           |               |                 |               |               |  |
|  | Corea del Norte    | 1           |               | Corea del Norte | 2             |               |  |
|  |                    |             |               | Corea del Norte | 2             |               |  |
|  |                    |             | Corea del Sur | 0               |               |               |  |
|  | Japón              | 1 (2)       | Corea del Sur | 0               |               |               |  |
|  | Japón              | 1 (2)       |               |                 |               |               |  |
|  | Corea del Sur (p.) | 1 (4)       |               |                 | Tercer puesto | Tercer puesto |  |
|  | Corea del Sur (p.) | 1 (4)       |               |                 | Tercer puesto | Tercer puesto |  |
|  |                    |             |               |                 |               |               |  |
|  |                    |             |               |                 | China         | 0             |  |
|  |                    |             |               |                 | China         | 0             |  |
|  |                    |             |               |                 | Japón         | 1             |  |
|  |                    |             |               |                 | Japón         | 1             |  |
|  |                    |             |               |                 |               |               |  |

### Semifinales
| 20 de septiembre de 2017, 16:00 | China | 0:1 (0:0) | Corea del Norte        | Estadio Chonburi, Chonburi                           |                                                      |
|                                 |       | Reporte   | 58' (pen.) Ri Su-gyong | Asistencia: 1036 espectadores Árbitra: Cong Thi Dung | Asistencia: 1036 espectadores Árbitra: Cong Thi Dung |

| 20 de septiembre de 2017, 19:30 | Japón                         | 1:1 (1:1, 0:0) (t. s.)(2:4 p.) | Corea del Sur                                                        | Estadio Chonburi, Chonburi                           |                                                      |
|                                 | Tanaka 46'                    | Reporte                        | 35' (pen.) Cho Mi-jin                                                | Asistencia: 927 espectadores Árbitra: Mahsa Ghorbani | Asistencia: 927 espectadores Árbitra: Mahsa Ghorbani |
|                                 |                               | Tiros desde el punto penal     |                                                                      |                                                      |                                                      |
|                                 | Tomioka · Tanaka · Ito · Iwai |                                | Lee Su-in · Lee Eun-young · Jang You-been · Ko Min-jung · Cho Mi-jin |                                                      |                                                      |

### Tercer puesto
| 23 de septiembre de 2017, 16:00 | China | 0:1 (0:0) | Japón     | Estadio Chonburi, Chonburi                           |                                                      |
|                                 |       | Reporte   | 55' Nakao | Asistencia: 1677 espectadores Árbitra: Casey Reibelt | Asistencia: 1677 espectadores Árbitra: Casey Reibelt |

### Final
| 23 de septiembre de 2017, 19:30 | Corea del Norte                     | 2:0 (1:0) | Corea del Sur | Estadio Chonburi, Chonburi                             |                                                        |
|                                 | Ri Su-jong 38' · Kim Kyong-yong 87' | Reporte   |               | Asistencia: 1103 espectadores Árbitra: Fusako Kajiyama | Asistencia: 1103 espectadores Árbitra: Fusako Kajiyama |

| Bandera de Corea del Norte |
| Campeón Corea del Norte    |
| 3.er título                |

## Equipos clasificados para la Copa Mundial Femenina Sub-17 de la FIFA
Los siguientes tres equipos de la AFC se clasificaron para la Copa Mundial Femenina de Fútbol Sub-17 de 2018.
| Equipo          | Fecha de clasificación   |
| --------------- | ------------------------ |
| Corea del Norte | 20 de septiembre de 2017 |
| Corea del Sur   | 20 de septiembre de 2017 |
| Japón           | 23 de septiembre de 2017 |